# セバスチャン・ライヒェンバッハ
セバスチャン・ライヒェンバッハ (Sébastien Reichenbach 1989年5月28日マルティニー -  )はFDJ所属のスイスの自転車競技選手。2015年8月にFDJは2016年からの2年契約を結んだと発表した。

## 主な成績
出典:
2011
3rd Grand Prix Chantal Biya 3位
2012
チューリッヒ選手権 優勝
2013
トロフェオ・マッテオッティ 優勝
ツール・ド・ベルン 2位
2014
ブラバンツ・ペイル 9位
2015
ロードレース・スイス選手権 2位
2016
ティレーノ〜アドリアティコ 総合4位
ロードレース・スイス選手権 5位
ツール・デュ・ドゥー 6位
2019
 スイス選手権　個人ロードレース 優勝

### グランツールでの成績
| Grand Tour                 | 2014 | 2015 | 2016 | 2017 | 2018 | 2019 |
| -------------------------- | ---- | ---- | ---- | ---- | ---- | ---- |
| ジロ・デ・イタリア         | —    | 棄権 | —    | 15   | 22   | —    |
| ツール・ド・フランス       | 85   | —    | 14   | —    | —    |      |
| ブエルタ・ア・エスパーニャ | —    | —    | —    | —    | —    |      |